# Indiana Jones' Greatest Adventures
Indiana Jones' Greatest Adventures es un juego para la consola Super Nintendo el cual basa su trama en la trilogía fílmica del personaje cinematográfico Indiana Jones. El juego fue programado por Factor 5 y comercializado por JVC. Salió al mercado en el año de 1994. La fecha de lanzamiento del juego coincidió con Super Star Wars: Return of the Jedi, también lanzado por JVC y LucasArts. Además de que se planifica lanzar este juego para Sega Genesis pero terminó cancelándose sin motivo aparente.

## Modo de juego
El juego es básicamente del esquema de vista de lado (side-scrolling view). El jugador controla a Indy sobre la base de niveles basados en eventos de las películas. El principal método de ataque de Indy es en base al látigo, pero él puede dañar a los enemigos ya sea golpeándolos o rodando hacia ellos. Ocasionalmente se puede encontrar una pistola la cual tiene municiones ilimitadas, y granadas las cuales están disponibles en cantidades limitadas. 
Aparte de atacar, el látigo funciona como un método de columpiarse entre los fosos y abismos. De vez en cuando el juego rompe el molde de la acción y fuerza al jugador a acoplarse a otro tipo de modos de juego, ya sea volando un aeroplano, conduciendo un carro minero, o yendo cuesta abajo por montaña en una balsa.

## Niveles
El motor de juego de Indiana Jones' Greatest Adventures es muy similar al de la serie de Super Star Wars. El juego se divide en 28 áreas, la mayoría de ellas con vista de lado, y otras en escenario de conducción.
Las tres películas aparecen en el juego, pero solo "Raiders of the Lost Ark" puede ser jugada desde el inicio. Para poder jugar The Temple of Doom y The Last Cruzade tienes que progresar a través del juego o utilizar password. El sistema de password a diferencia de los juegos convencionales utiliza el alfabeto griego. 
Al igual que la trilogía de Super Star Wars, el juego es considerado como difícil de terminar. Muchos niveles ocasionalmente son muy largos e incluyen varios enemigos de todo tipo, en varios niveles tendrás que pelear con un villano de la película en la cual estés jugando. Mientras que los escenarios de Raiders of the Lost Ark y The Last Cruzade son de moderada dificultad, algunos niveles del Temple of Doom (como las cavernas de Pankot) tienen un alto nivel de dificultad acompañado de una enorme cantidad de enemigos y trampas.
Probablemente los escenarios más difíciles en el juego son los de conducción, tales como: el escape en la balsa, o el carro minero de The Temple of Doom, y la pelea en el biplano de The Last Cruzade, en donde el jugador tendrá que evitar ciertas trampas y enemigos. Si el jugador es derrotado en esos escenarios, él tendrá que reiniciar el nivel de nuevo. Si el jugador pierde todas sus vidas en un área, él es forzado a volver a jugar de nueva cuenta los escenarios en el área en la cual fue derrotado. 

### Raiders of the Lost Ark
- Nivel 1: Chachapoyan Temple
- Nivel 2: Boulder chase
- Nivel 3: Snow Level
- Nivel 4: Raven Bar
- Nivel 5: Streets of Cairo
- Nivel 6: Streets of Cairo 2
- Nivel 7: Streets of Cairo 3
- Nivel 8: German dig site
- Nivel 9: Well of the Souls
- Nivel 10: Well of the Souls 2
- Nivel 11: Island Surface
- Nivel 12: The opening of the Ark

### Temple of Doom
- Nivel 13: Club Obi-Wan
- Nivel 14: Shanghai streets
- Nivel 15: Rafting in the snow
- Nivel 16: Pankot Palace
- Nivel 17: Caves of Pankot
- Nivel 18: Caves of Pankot 2
- Nivel 19: Mine car chase
- Nivel 20: Rope Bridge

### Last Crusade
- Nivel 21: Catacombs of Venice
- Nivel 22: Castle Brunwald
- Nivel 23: Castle Brunwald 2
- Nivel 24: Airship interior
- Nivel 25: Biplane dogfight
- Nivel 26: Desert of Iskenderun
- Nivel 27: Canyon of the Crescent Moon
- Nivel 28: Grail room

## Trivia
- En el segundo nivel del Temple of Doom (Shanghai streets) hay un cartel que dice "C'boath Bar". Esta es una referencia al personaje de Star Wars: Joruus C'Baoth.

- El sprite de Indy en el juego es mostrado como una versión modificada del sprite de Han Solo en Super Return of the Jedi, aunque con los aspectos y habilidades de Indiana Jones. Esta es una referencia al hecho de que no solo el mismo actor, Harrison Ford, representó a ambos personajes, también que este juego y la serie de Super Star Wars tienen un gameplay similar y que Indiana Jones' Greatest Adventures fue lanzado el mismo año que Super Star Wars: Return of the Jedi.